# 鹤鸵
鶴鴕（英語：Cassowary）又稱食火雞，属于鶴鴕目、鶴鴕科、鶴鴕屬（亦有学者将其划分为鸵鸟目。由馬來文中對南方鶴鴕的稱呼 kasuari 衍生而來）成員的通稱，屬於大型的平胸鳥類，也是鴯鶓的近親，現今主要分布於印尼努沙登加拉群島和摩鹿加群島、新幾內亞島一帶與澳洲東北部的熱帶森林。鶴鴕是雜食性鳥類，主要以落果或生長於低矮樹枝的果實為食，也會取食真菌、無脊椎動物與小型脊椎動物。
鶴鴕喜獨居，生性沉默害羞，警戒性高，在自然棲地中會主動避開人類，受驚時能以高達50公里時速在濃密的森林中竄逃。但同時，鶴鴕亦有領域性，且攻擊性極強。其雙腿粗壯，趾爪長而鋒利，一躍可逾1.5公尺高，能藉由踢腳結合利爪對入侵者與騷擾者造成致命傷害，因此常被冠以「世界上最危險的鳥類」名號。

## 分類
鶴鴕是屬於古顎總目，當中亦包括鴯鶓、鴕鳥、恐鳥及鷸鴕等。現今已確認了三個種：
- 南方鶴鴕或雙垂鶴鴕（C. casuarius）居住於澳洲及新畿內亞。
- 北方鶴鴕或單垂鶴鴕（C. unappendiculatus）居住於新畿內亞。
- 侏鶴鴕（C. bennetti）居住於新畿內亞及新不列顛。

單垂鶴鴕及侏鶴鴕並不十分著名。所有鶴鴕一般都是羞怯的及鬼鬼祟祟的，生活在森林的深處及遠離人煙的地方。縱然較為人熟悉生活在昆士蘭雨林的南方鶴鴕，也不甚為人了解。

## 演化歷史
鶴鴕的演化歷史並不清楚。在澳洲就曾有報告關於化石的品種，但根據生物地理學的解釋這並不肯定是鶴鴕，或可能是屬於史前像鶴鴕的原始鸸鹋Emuarius。

## 特徵

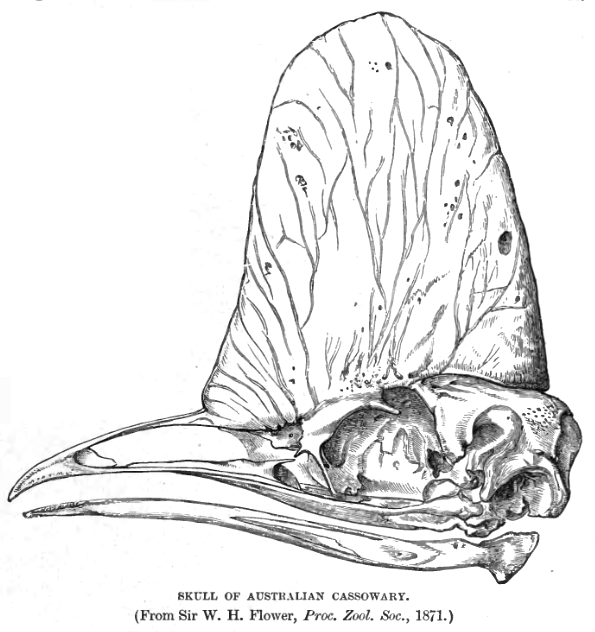
南方鶴鴕的頭骨

南方鶴鴕是澳洲第二大的鳥，而在世界上則是第三大，僅次於鴕鳥及鸸鹋。雌性的體型較大及更有光澤色彩。南方鶴鴕約1.5-1.8米高，有些雌性個體甚至可達2米高，體重為60公斤。牠們的頭上有一個骨盔，是用作擊打草叢(和接收同類叫聲)，牠亦是唯一備有裝甲的鳥類。
鶴鴕的腳有三趾，每趾都有鋒利的爪。最内侧趾的爪就更像匕首，長120毫米。牠們可以以時速50公里穿越密林，利用頭上的骨盔推倒小樹及叢林。牠們可以跳躍達1.5米高，且是游泳能手。

## 生活習性
野生的鶴鴕喜歡獨來獨往，到繁殖季節才群集一起交配。雌性鶴鴕每次會生3-8隻蛋。牠們的蛋大小約為9-14厘米，呈淡藍綠色，只有鴕鳥及鴯鶓的蛋比牠們的大。雌性鶴鴕不會照顧牠們的蛋或幼鴕，雄性鶴鴕會孵化蛋兩個月，再照顧幼鴕九個月。

## 保護狀況
南方鶴鴕及單垂鶴鴕因失去棲息地而成為瀕危物種。據估計牠們的數量約為1,500-10,000頭左右。在澳洲約有40頭鶴鴕在籠中受保護。失去棲息地令鶴鴕從雨林走到人類社區，造成與人類（尤其是農民）的衝突。但是在一些地方如昆士蘭省的美聲海灘，就出現了參觀鶴鴕的旅遊。
|  |  |  |

## 與人類的關係

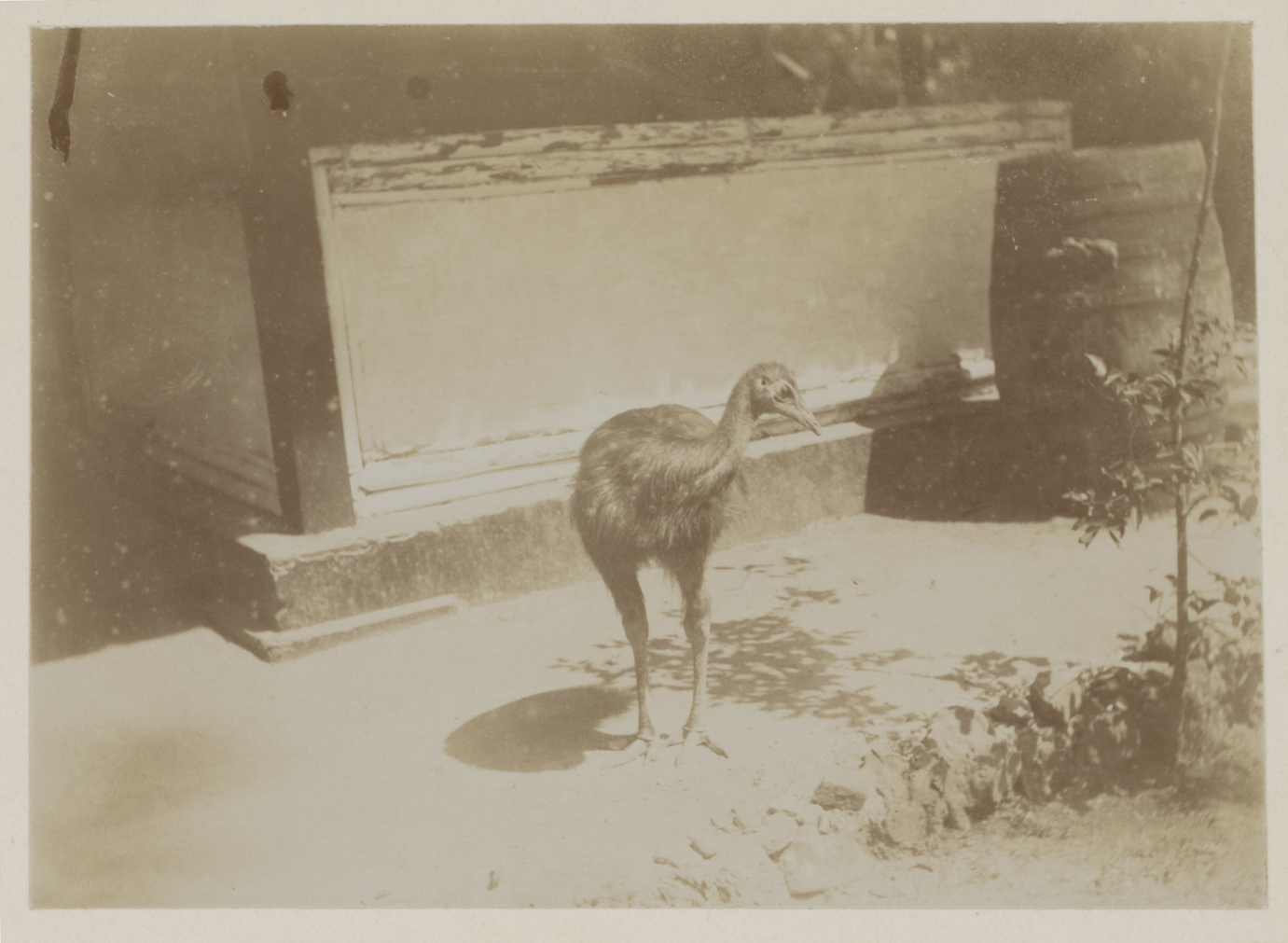
1899~1900年一隻被抓來當寵物的鶴鴕。

新幾內亞高地的社會會抓雛鳥來養大後食用，或是用在儀式中作為禮物交換，在歐洲人來之前，這是澳大拉西亞原生動物中唯一被人類部份馴化的。
卡蘭語在烹食鶴鴕的時候必須切換成露兜樹語，以示對鶴鴕的尊敬。柯本語的動詞很少（大約100個），但是有一個專門的詞彙用來指「把鶴鴕切成四塊」。

### 攻擊
鶴鴕對人類有攻擊性，當第二次世界大戰美軍及澳軍在新畿內亞駐守時，就曾被警告遠離牠們。1958年一名鳥類學家在他的書中如此寫道：
三根腳趾的內側或第二根有長而直的殺人趾甲，可以輕易切斷手臂或開腸剖肚。有許多本地人被這種鳥殺死的紀錄。
然而2003年一篇研究分析了150次攻擊人類的事件，發現只有一個人死亡：1926年一名16歲的男孩拿棒子攻擊鶴鴕，中途自己跘倒，鶴鴕踢其頸部而劃傷，可能切斷了頸動脈；唯一肚子被踢造成死亡的紀錄是一隻狗，但肚子沒有被劃開，而是內臟踢破。2019年美國有一名75歲的飼主在跌倒後被抓死。
2004年的健力士世界紀錄就將鶴鴕列為世界上最危險的鳥類。由於動物園內員工的受傷率及嚴重性，鶴鴕被認為是動物園中最危險的鳥類之一。

## 註解
1. ↑  原文：The inner or second of the three toes is fitted with a long, straight, murderous nail which can sever an arm or eviscerate an abdomen with ease. There are many records of natives being killed by this bird.

## 外部連結
- C4 - Cassowary Conservation based in Mission Beach（页面存档备份，存于）
- The Cassowary Bird
- ARKive - images and movies of the southern cassowary (Casuarius casuarius)
- Cassowary videos on the Internet Bird Collection